# فرودگاه هارستاد/نارویک اونس
فرودگاه هارستاد/نارویک اونس (به انگلیسی: Harstad/Narvik Airport, Evenes) یک فرودگاه نظامی و غیرنظامی با کد یاتا EVE است که یک باند فرود آسفالت دارد و طول باند آن ۲۸۰۸ متر است. این فرودگاه در کشور نروژ قرار دارد و در ارتفاع ۲۶ متری از سطح دریا واقع شده‌است.

## شرکت‌های هواپیمایی و مقصدهای پروازی

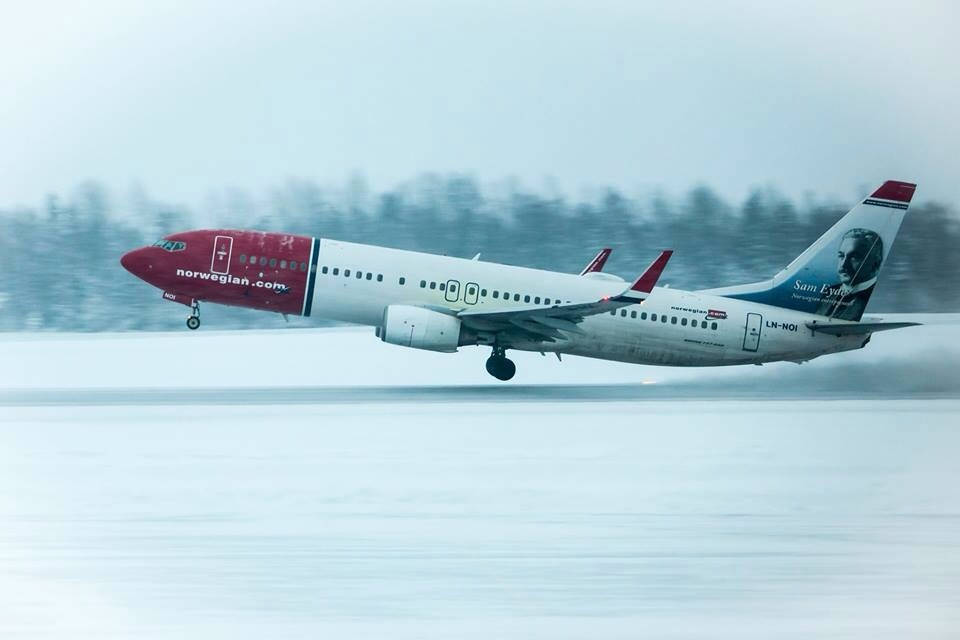
برخاستن یک بوئینگ ۷۸۷ از فرودگاه هارستاد / نارویک اونس

| شرکت‌های هواپیمایی                | مقصدهای پروازی                                                              |
| -------------------------------- | --------------------------------------------------------------------------- |
| بی‌اچ ایر                         | چارتر فصلی: بورگاس                                                          |
| کوندور فلوگدینست                 | فصلی: مونیخ                                                                 |
| هواپیمایی کرواسی                 | چارتر فصلی: دوبروونیک، اسپلیت                                               |
| جرمنیا                           | چارتر فصلی: مونیخ                                                           |
| نروجین ایر شاتل                  | گاردرموئن اسلو، ورنس تروندهایم فصلی: فلسلند برگن، گرن کناریا، آلیکانته-الچه |
| Thomas Cook Airlines Scandinavia | چارتر: گرن کناریا                                                           |
| ترانساویا.کام                    | چارتر: اسخیپول آمستردام                                                     |
| هواپیمایی اسکاندیناوی            | گاردرموئن اسلو چارتر فصلی: خانیا                                            |
| سان اکسپرس                       | چارتر فصلی: آنتالیا                                                         |
| ویدروئه                          | اندنس اندیا، بودو، سندفیورد، تورپ، ترومسا، ورنس تروندهایم                   |